# Perilla frutescens
Pérille aromatique, Pérille de Nankin, Persil japonais, Shiso, Zisu
«  Shiso » redirige ici. Pour l’article homophone, voir Shisō.
Espèce
Classification phylogénétique
Perilla frutescens, la Pérille aromatique, surtout connue sous l'appellation japonaise shiso  (シソ), chinoise zisu ou encore vietnamienne tía tô ou coréenne deulkkae (들깨), du terme chinois 紫苏 / 紫蘇, zǐsū, « [plante] violette qui fait revivre », est une espèce de plantes à fleurs de la famille des Lamiacées. C'est une plante alimentaire, aromatique, médicinale et ornementale.
Elle est cultivée et utilisée dans une grande partie de l'Asie et du sous-continent indien depuis l'Antiquité et au Japon, depuis l'ère Jōmon au IIIe siècle.
La Pérille de Nankin (Perilla frutescens var. crispa), est une variété connue au Japon sous le même nom qu'en Chine, mais avec une prononciation on'yomi légerement différente, shiso (紫蘇) (ɕi˨.so̞˦.◌˦).

## Systématique et nomenclature
Nom scientifique actuellement validé : Perilla frutescens (L.) Britton.

### Basionymes
Ce taxon a été initialement décrit par Linné sous le binôme Ocimum frutescens L., il fut ensuite versé dans le genre Perilla (étymologie : diminutif du latin Pera [besace], allusion à la forme du fruit) par Britton.
L'épithète spécifique frutescens dérive de frutex et signifie en latin « qui a le port d'un arbre ou d'un arbrisseau ».

### Synonymes

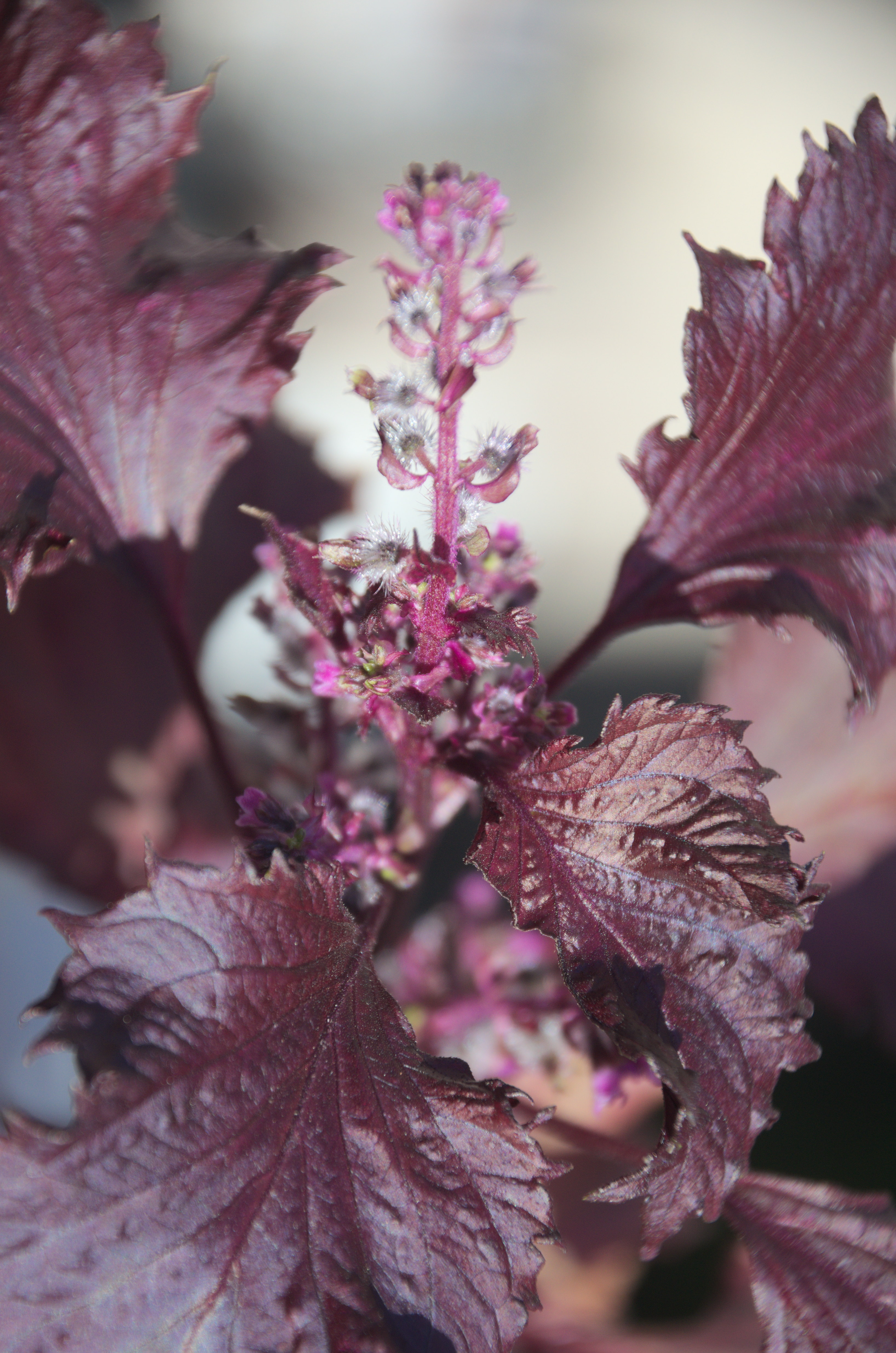
Perilla frutescens var.crispa fo. purpurea à Paris.

Ce sont les binômes (combinaisons genre + espèce) abandonnés de nos jours mais intéressants à se remémorer car ils soulignent la ressemblance avec les feuilles de plante de la même famille (menthe, mélisse et orties) :
- Ocimum frutescens L. (basionyme) ;
- Melissa cretica Lour. ;
- Melissa maxima Ard. ;
- Mentha perilloides Lam ;
- Perilla arguta Benth. ;
- Perilla avium Dunn ;
- Perilla ocymoides L. ;
- Perilla urticaefolia Salisb. ;
- Perilla frutescens var. acuta f. albiflora ;
- Perilla frutescens var. stricta f. vindifolia.

### Sous-espèces

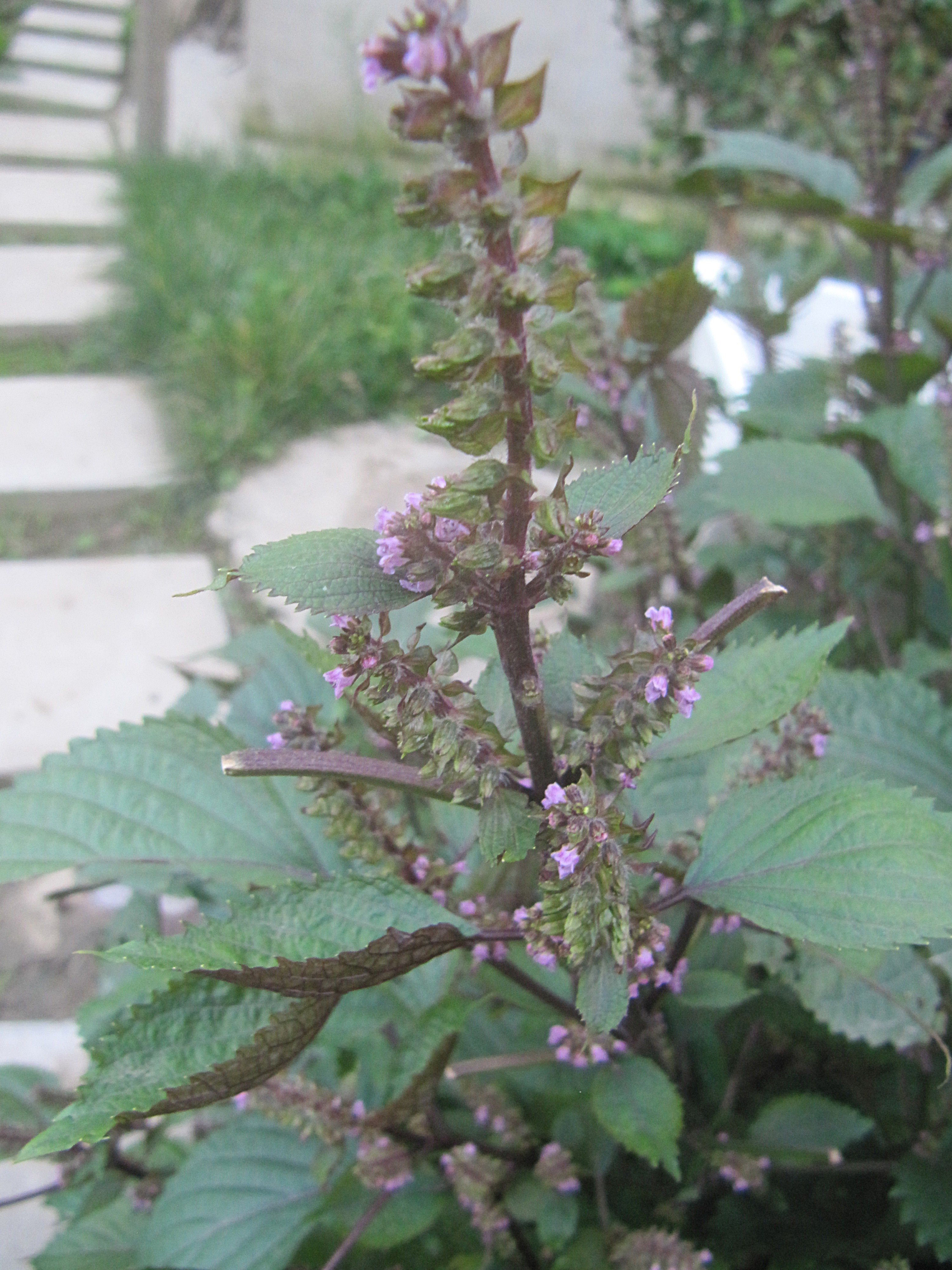
Branche en fleurs de var.crispa fo. viridis, à Pékin.

Le terme shiso désigne plusieurs sous-espèces très différentes par leur aspect, leurs propriétés et leur usage, il est impératif de distinguer principaux taxons sino-japonais (sans compter les autres divers cultivars locaux) qui composent cette espèce constitués par trois variétés principales :
- Perilla frutescens (L.) Britton – C'est l'espèce de base "sauvage" (également parfois dénommée Perilla frutescens var. frutescens), dite «pérille à huile». On extrait de ses graines une huile siccative servant d'imperméabilisant pour le papier washi des parapluies et lanternes, appelée egoma[4] au Japon.

- Perilla frutescens var. crispa (Thunb.) H.Deane, en chinois simplifié : 回回苏 ; chinois traditionnel : 回回蘇 ; pinyin : huíhui sū, cette variété contient l'ensemble des taxons cultivés, elle a une odeur plus douce que l'espèce type et convient mieux aux aliments crus. Cette variété se subdivise en plusieurs formes :
  - Perilla frutescens var. crispa f. crispa Decaisne, en chinois simplifié : 皱紫苏 ; chinois traditionnel : 皺紫苏 ; pinyin : zhòu zǐ sū, en japonais 赤縮緬紫蘇 (aka-chirimen-jiso?), les feuilles sont violet sombre sur les deux faces et sont légèrement ridées, disséquées et crispées ;
  - Perilla frutescens var. crispa f. viridi-crispa Makino, en japonais 青縮緬紫蘇 (ao-chirimen-jiso?) ;
  - Perilla frutescens var. crispa f. crispidicolor Makino, en japonais 縮緬片面紫蘇 (chirimen-katamen-jiso?) à feuilles vertes au-dessus, violet en dessous ;
  - Perilla frutescens var. crispa f. purpurea Makino, en chinois simplifié : 红紫苏 ; chinois traditionnel : 紅紫蘇 ; pinyin : hóng zǐsū, en japonais 赤紫蘇 (akajiso?), c'est le « shiso vrai », originaire de Chine où il est utilisé comme plante médicinale, la tige, les feuilles et les fleurs sont entièrement violet vif, les feuilles n'ont pas de rides ;
  - Perilla frutescens var. crispa f. viridis Makino, en chinois simplifié : 青紫苏 ; chinois traditionnel : 青紫蘇 ; pinyin : qīng zǐsū, en japonais : 青紫蘇 (aojiso?), c'est le shiso de consommation courante, les feuilles sont vertes des deux côtés et n'ont pas de rides, les fleurs blanches, les tiges sont violet vif.
- Perilla frutescens var. hirtella (Nakai) Makino et Nemoto, en japonais torano-ojiso (虎の尾紫蘇?, « shiso queue de tigre »), c'est le shiso de montagne, non cultivé, qui pousse spontanément dans tout Honshū et Shikoku, à feuilles velues, non crispées et même odeur que le shiso vrai.

#### Lexique
- Le terme chinois 红 / 紅, hóng signifie rouge, tandis-que le japonais utilise Aka (赤?) signifie « rouge » (vermillon en chinois).
- Le terme chinois 青, qīng signifie vert-bleu, tandis qu'en japonais ao (青?), il signifie également « vert ».
- En japonais chirimen (縮緬?) se traduit par « crêpe » (le tissu), et katamen (片面?) par « un côté ».
- Les boutons floraux sont appelés en japonais shiso no mi (紫蘇の實?).
- Les feuilles sont appelées en coréen kaennip (깻잎).

## Description
Tige à section carrée. Feuilles vertes à pourpres selon les variétés, ovales et opposées. Fleurs en épis, violettes à blanches, en fin d'été. Graines noires, très petites, oléifères.

### Perilla frutescens
Cette forme frutescens ressemble beaucoup à aojiso mais elle est plus grande (60-90 cm de haut, feuilles ovales de 7-12 × 8 cm, non crispées et velues) et beaucoup plus odorante. Cultivée pour son huile de graines utilisée dans le shintoïsme et aujourd’hui surtout comme produit de santé très onéreux. Comme le sésame, elle est originaire d'Asie du Sud-Est, mais il faut savoir que malgré son nom[pas clair], le véritable sésame est assez éloigné de ces plantes sur le plan botanique, leur seul point commun étant de servir à la production d'une huile très odorante. Elle sert traditionnellement à la fabrication d'une huile utilisée dans les cérémonies shintoïstes. Elle est également utilisée en teinturerie et dans la fabrication de certaines laques japonaises. Ses fruits et graines sont devenus hors de prix depuis la découverte de leurs propriétés médicinales.

### Perilla frutescensvar.crispa
Avec ses deux formes de couleurs :
- la rouge ou forma purpurea (ou encore purpurascens), c'est la forme type.

Plante herbacée atteignant jusqu'à 70 cm de haut en culture, tige pourpre à quatre angles. Comestible et odorante dans toutes ses parties : pousses, feuilles, fleurs et fruits. C'est la forme type à grandes feuilles pourpre plus ou moins foncé, qui sert surtout à colorer les tsukemono et aussi à fabriquer en saison le fameux jus de shiso, à belle couleur de jus de betterave et tout aussi revitalisant, coupé avec du vinaigre de riz et édulcoré de sucre ou de miel.
Synonymes : Perilla frutescens (L.) Britt. var. acuta (Thunb.) Kudo., Perilla frutescens (L.) Britt. var. atropurpurea, Perilla ocymoides L. var. purpurascens  Hayata, Dentidia purpurascens Pers., Dentidia purpurea Poir.
- la verte ou forma viridis : plante annuelle de 20 à 60 cm de haut, elle pousse en plein soleil et dans une atmosphère humide.

## Culture
On peut semer les graines dans un sol à une température supérieure à 5 degrés C., la température de germination la plus favorable se situe entre  18 et 23 °C. Les plantules peuvent supporter une température de 1 à 2° C. Les jeunes plantes poussent lentement à basse température. Les plantes ont une bonne croissance de 18 jusqu'à 40 °C si elles sont abondamment arrosées. Perilla frutescens est très peu tolérante à la sécheresse, elle résiste mieux à l'humidité, même aux sols saturés d'eau, en particulier pendant la période de croissance. La floraison commence 80 jours après la germination, la température de floraison la plus favorable se situe entre 22 et 28 °C.
La plante a été introduite en Corée avant la Période de Silla unifié, elle a alors commencé à être largement cultivée.
À l'état naturel, le rendement en feuilles et en graines de perilla n'est pas élevé. Si la tige est coupée à environ cinq centimètres au-dessus du sol en été, une nouvelle tige grandit et produit plus de graines. Les feuilles peuvent être récoltées sur la tige coupée en été, puis sur la nouvelle tige et ses branches, tout au long de l'été et de l'automne. Les graines sont récoltées en automne lorsque lorsqu'elles arrivent à maturité. Pour collecter des graines de perilla, la plante entière est récoltée et battue, pour pouvoir étaler les graines pour un séchage au soleil .

## Historique
Originaire de l'Asie du Sud-Est (son usage le plus ancien est attesté en tant qu'huile comestible dans le sud de la Chine et en Birmanie), le shiso est très envahissant et pousse à l’état spontané depuis l'Himalaya jusqu'au Myanmar.
Le shiso est tellement prestigieux au Japon, que son nom désigne au sens large toute la famille des lamiaceae (シソ科) y compris le lamier pourpre des teinturiers d'Europe et toutes les menthes. Le mot « shiso » vient directement du nom chinois de la plante : zǐ sū (紫蘇).
- La forme verte a été une plante sacrée en Asie du Sud-Est où elle était censée annihiler les « poisons » alimentaires, notamment pour la consommation de coquillages. Elle fut introduite en Europe par des « botanistes en herbe », missionnaires et explorateurs, comme plante ornementale. Elle fut également introduite aux États-Unis vers 1800 par des émigrants coréens et japonais, d'abord comme épice, puis pour aseptiser la viande, d’où son nom américain de « beefsteak plant ».
- La forme pourpre (perilla var. crispa fo. purpurea), ou « shiso vrai », fut cependant la première à être typifiée par les botanistes européens, pour qui la plante « type » est la variété rouge. Le grand botaniste Carl von Linné la range d'abord dans le genre Ocimum, mais il est dommage que Britton ne nous ait pas indiqué l'étymologie du nom de genre mystérieux qu'il a créé. Certains auteurs pensent que Perilla se rapporte à ses fruits qui étaient aussi précieux que des « perles » . C'est celle qui est plus utilisée comme colorant, notamment qui donne sa couleur rouge et ses polyphénols aux umeboshi, à l'instar de l'oxydation qui donne sa couleur au vin rouge.
- Enfin, tout récemment, la forme egoma a été redécouverte en même temps que la diététique et la cuisine japonaise, comme en témoigne l'adoption du mot shiso dans presque toutes les langues occidentales et même indonésiennes, en tant que plante aromatique et produit de santé.

## Usages

### Alimentaire

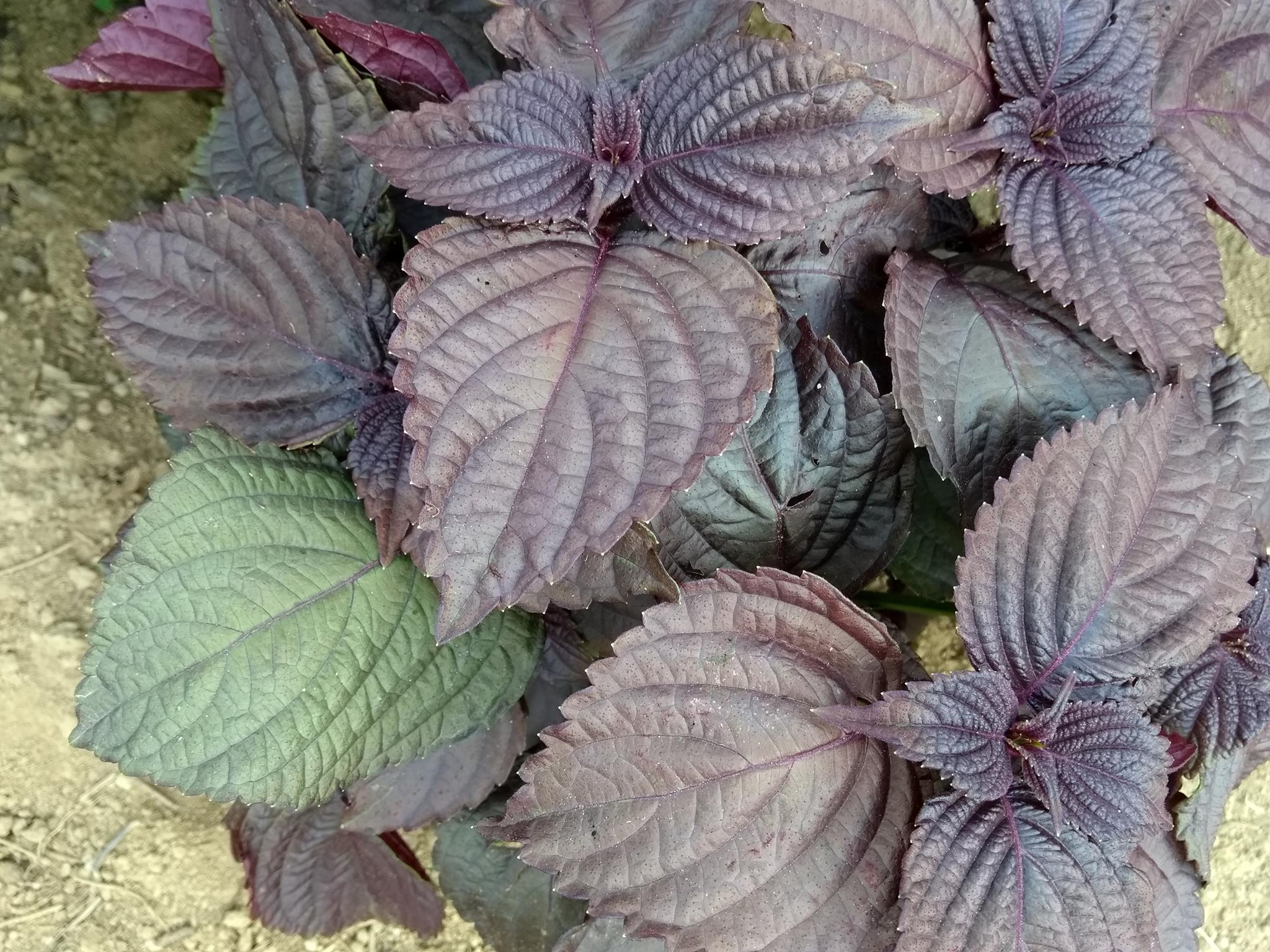
Shiso pourpre destiné à l'usage culinaire.

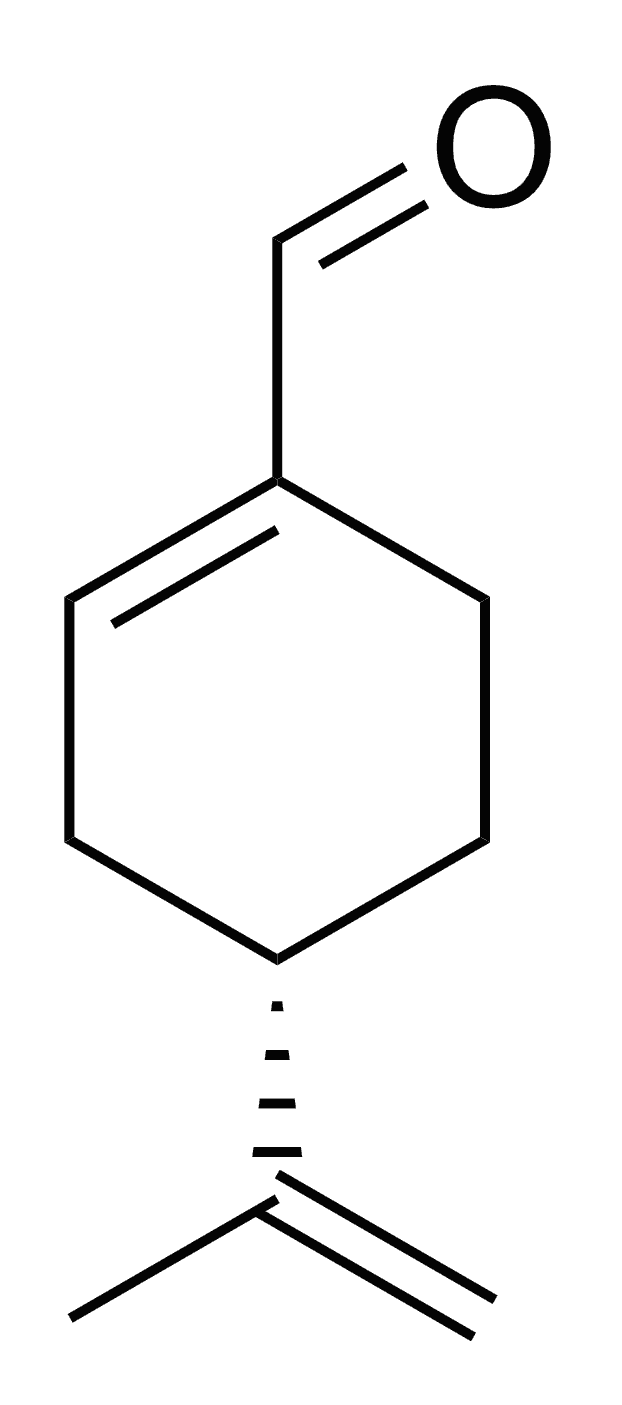
Structure chimique du périllaldéhyde.

Le shiso est couramment utilisé en Asie comme légume vert (salade)[réf. nécessaire], condiment et aromate.
Le voyageur rencontrera d'abord vraisemblablement la variété verte, servie avec le sushi, le sashimi et le tempura entre autres. Il s'agit de l'aojiso dont les feuilles sont plus petites et qui sont consommées telles quelles, entières ou hachées, souvent réfrigérées.
Comme il ne s'agit que d'une variation de taille et de pigment, la forme rouge à grandes feuilles peut être pratiquement consommée de la même manière, comme au Vietnam, par exemple, où les feuilles d'akajiso remplacent parfois les feuilles de menthe fraîche et la carambole dans les rouleaux de printemps crus (les fameux goi cuốn, que les Vietnamiens du Nord appellent aussi nem cuốn).

### Agro-alimentaireet industriel
- Conservateur alimentaire attesté et antiseptique puissant (cf. beefsteak plant).
- Production d'huile comestible (la variété egoma surtout). Graines : 40 % d'huiles polyinsaturées (60 % acide linolénique, 15 % A. linoléique, 15 % A. oléique).
- Puissant colorant alimentaire rouge framboise dû à un pigment anthocyanique, le chlorure de périllanine contenue dans les feuilles d'akajiso (disponibles sur les marchés de juin à juillet). Au Japon, elles sont surtout utilisées pour la fabrication d'umeboshi, de beni shōga et divers légumes en saumure ou macérés dans le sel (tsukemono).
- Édulcorant : l'un des dérivés du périllaldéhyde, la périllartine est un puissant édulcorant, jusqu'à 2 000 fois plus que le sucre classique.
- Source de citral industriel : périllène, perilla cétone, isoegomacétone.

### Médicinal
- Antiallergique connu de façon empirique en Asie (Japon, Chine) où on l'associait souvent à la consommation de crabes et de coquillages, qui sont des allergènes notoires. Depuis 1977, des études ont démontré qu'il induit une réduction de la production d'histamine et d'immunoglobuline E, dont une remarquable étude in vivo sur des rats[5].
- Principaux constituants : polyphénol, flavonoïdes, lutéoline, acide rosmarinique, chrysoériol, apigénine, 0,2 % d'huile essentielle, 3 % limonène, linalol, β-caryophyllène, L-menthol, alpha-pinène, périllène (2-méthyl-5-(3-oxolanyl)-2-pentène), élémicine, elsholzia-cétone, naginata-cétone.

### Toxicité
Certains chimiotypes sont toxiques à l'état isolé :
- le périllaldéhyde (p-mentha-1,8(9)-dièn-7-al) est un allergène cutané ;
- le périllène peut provoquer un œdéme pulmonaire ;
- les phényl-propanoïdes (myristicine, safrol, dillapiol, élémicine) sont toxiques.[réf. nécessaire]

## Autres noms vernaculaires
Toutes variétés et formes confondues, leur grand nombre témoigne avec éloquence de l'usage important de la plante dans toute l'Asie et, depuis peu, dans les autres continents.

### Asie
- Coréen : 깻잎 (kkaennip) ;
- Bengali : ban tulsil-kkaedulketip, kkaennip namul, tulkkaemm
- Cantonais : 青紫蘇 (qing zi su) ;
- Mandarin : 紅蘇葉 (hóng sū yè), 蘇葉 (sū yè), 香蘇 (xiāng sū), 亦蘇 (yì sū), 皺紫蘇 (zhòu zǐ sū), 紫蘇 (zǐ sū) ;
- Mandarin (Taiwan) : 野生白蘇 (ye sheng bai su) ;
- Chinois (autres) : 白蘇 (bai su), 南蘇 (nan su), (hung sha yao, sugeng) ;
- Indi (hindi) : bhanjira ;
- Indonésien : daun shiso ;
- Laotien : nga chien chin, nga chieng (Perilla ocymoides) ;
- Thaïlandais : nag-mon, nga-khi-mon ;
- Vietnamien : lá tia tô (en), tu tô (en), tia tô (en), rau tía tô, tía tô.

### Europe
À la différence des noms asiatiques, il s'agit presque toujours de la traduction du nom savant, ou d'analogies avec la menthe et le basilic :
- Allemand : Schwarznessel, Chinesische Melisse, Wilder Sesam, Perilla, Grünes Shiso ;
- Anglais (GB) : Common perilla, Green-leaved perilla, Purple perilla, Shiso, Wild basil, Wild red basil, Wild sesame, Purple mint ;
- Anglais (US) : Wild Perilla, Beefsteak plant, Spreading Biftsteak plant, Ji soo, Ao-shiso, Chinese basil, Rattlesnake weed, Summer coleus, Rattles ;
- Danois : Kinesisk Mynte ;
- Estonien : Pronks lutiklill ;
- Finnois : Veripeippi, Shiso ;
- Français : pérille verte sauvage, pérille verte de Chine, mélisse verte sauvage, sésame sauvage, basilic chinois, shiso, perilla de Nankin (shiso rouge) ; certains lui donnent le nom de « persil japonais » qui désigne déjà le mitsuba (Cryptotaenia japonica) ;
- Hongrois : Kínai bazsalikom, Vad szezám ;
- Polonais : Pachnotka zwyczajna ;
- Russe : Перилла ;
- Suédois : bladmynta, kinesisk bladmynta, shiso.